# Neoamphion triangulifer
Neoamphion triangulifer é uma espécie de besouro da família Cerambycidae. Foi descrito por Per Olof Christopher Aurivillius em 1908.